# Вила Романа дел Казале
Вила Романа дел Казале (итал. Villa Romana del Casale или Villa Rumana dû Casali) староримска је вила која се налази око 3 км² југозападно од средишта града Пјаца Армерина. На том локалитету се налазе слојеви историјских грађевина од 4. до 18. века. Римска вила садржи најбогатије и најкомплексније римске мозаике па је због тога уврштена на УНЕСКО-в списак Светске баштине у Европи 1997. године.

## Историја
Огромна вила је изграђена у првој половини 4. века као средиште великог латифундијума (пољопривредни посед) око којег је никло село Платија (изведена од ”palatium“, што у преводу значи ”палата“). Вероватно је припадала богатом римском сенатору, а можда и члану царске породице. Имала је стамбене, службене и тајанствене собе организоване око Великог атријума с перистилом и вероватно је била повременом резиденцијом власника. Терме су откривене на југозападном крају, дневне собе на северу, те приватне собе и велика базилика на југу испод којих, помало одвојена, је стајао елиптични перистил, собе за слуге и велики tricilinium (трпезарија).
Вилу су вероватно оштетили Вандали и Визиготи, те се током византијске и арапске власти поступно напуштала све до 12. века када је клизиште скоро потпуно прекрило. Откривена је случајно у 19. веку приликом обрађивања поља, а прва званична археолошка ископавања су изведена од 1929—1939. године.
Ђино Виницио Ђентили је 1959—1960. године открио мозаик ”Девојке у бикинијима“ у ”Соби десет дама“ (Sala delle Dieci Ragazze) који приказује девојке које се баве спортом (дизање тегова, бацање диска, трчање, лоптање) у римском ритуалу ”Крунисања зиме“.

## Галерија
- Терме у Казалеу
- ”Трка кочијама“ из фригидаријума терми
- Мозаик ”Велики лов“ у великом перистлу
- Мозаик ”Мали лов“
- Бикини ”Девојке у бикинијима“